# Дреготешть (комуна, Долж)
Дреготешть, Дреготешті (рум. Drăgotești) — комуна у повіті Долж в Румунії. До складу комуни входять такі села (дані про населення за 2002 рік):
- Бенешть (424 особи)
- Бобяну (74 особи)
- Буздук (219 осіб)
- Віїшоара (615 осіб)
- Дреготешть (575 осіб)
- Попинзелешть (637 осіб)

Комуна розташована на відстані 160 км на захід від Бухареста, 24 км на схід від Крайови.

## Населення
За даними перепису населення 2002 року у комуні проживали 2544 особи.
Національний склад населення комуни:
| Національність | Кількість осіб | Відсоток |
| -------------- | -------------- | -------- |
| румуни         | 2539           | 99,8%    |
| цигани         | 5              | 0,2%     |

Рідною мовою назвали:
| Мова      | Кількість осіб | Відсоток |
| --------- | -------------- | -------- |
| румунська | 2542           | 99,9%    |
| циганська | 2              | 0,1%     |

Склад населення комуни за віросповіданням:
| Релігія       | Кількість осіб | Відсоток |
| ------------- | -------------- | -------- |
| православні   | 2540           | 99,8%    |
| римо-католики | 1              | < 0,1%   |

## Зовнішні посилання
- Дані про комуну Дреготешть на сайті Ghidul Primăriilor [Архівовано 1 березня 2011 у Wayback Machine.]